# Lycochoriolaus angustisternis
Lycochoriolaus angustisternis är en skalbaggsart som först beskrevs av Pierre Émile Gounelle 1911.  Lycochoriolaus angustisternis ingår i släktet Lycochoriolaus och familjen långhorningar. Inga underarter finns listade i Catalogue of Life.